# Bull Gregory
Pour les articles homonymes, voir Johnson.
Ron Johnson est un lutteur professionnel (catcheur) canadien connu sous le nom de ring de Bull Gregory. Il commença sa carrière au début des années 1960. Ses plus mémorables combats eurent lieu du temps de la fédération de Lutte Internationale, au Québec. Il a fait une apparition dans les téléromans québécois Les Brillant et Une vie….

## Palmarès
- World Wrestling Council
  - 1 fois WWC North American Tag Team Champion avec Ali Baba en 1975[2]

- Atlantic Grand Prix Wrestling
  - 1 fois AGPW North American Tag Team Champion avec Vic Rossitani en 1983[3]